# Daria Bugajewska
Daria Bugajewska – polska matematyk, doktor habilitowana nauk matematycznych. Specjalizuje się w równaniach różniczkowych i całkowych oraz analizie nieliniowej. Pracuje obecnie jako profesor uczelni na Wydziale Matematyki i Informatyki Uniwersytetu im. Adama Mickiewicza w Poznaniu.

## Życiorys
Studia z matematyki ukończyła na UAM w 1995 (pracę magisterską pt. Twierdzenie o funkcji uwikłanej i jego zastosowania przygotowała pod kierunkiem prof. Stanisława Szufli). W latach 1995–1999 odbyła studia doktoranckie na WMI UAM. Stopień naukowy doktora uzyskała w 1999 roku na podstawie rozprawy pt. Topologiczne własności zbiorów rozwiązań pewnych zagadnień dla równań różniczkowych, przygotowanej również pod kierunkiem prof. S. Szufli. Habilitowała się w 2019 roku na podstawie osiągnięcia naukowego pt. Nielinowe operatory superpozycji oraz nieliniowe równania całkowe w przestrzeniach funkcji o ograniczonej wariacji różnych typów. Obecnie pracuje w Zakładzie Analizy Nieliniowej i Topologii Stosowanej WMiI UAM.
Od roku 2020 pełni funkcję Wiceprezesa Oddziału Poznańskiego Polskiego Towarzystwa Matematycznego.
Jest redaktor pomocniczą czasopism Global Journal of Pure and Applied Mathematics, International Journal of Management Science and Engineering Management oraz Pacific-Asian Journal of Mathematics. Artykuły publikowała w takich czasopismach jak m.in.: Discrete and Continuous Dynamical Systems, Journal of Integral Equations and Applications, Journal of Mathematical Analysis and Applications, Mathematische Nachrichten oraz Nonlinear Analysis Theory, Methods and Applications.